# Cornard Wood, près de Sudbury, Suffolk
Cornard Wood, près de Sudbury, dans le Suffolk est une peinture de paysage datant de 1748 et réalisée par Thomas Gainsborough. Elle est conservée à la National Gallery de Londres qui l’a acheté en 1875. Le titre est utilisé depuis 1828 et provient d'un ouvrage de Gainsborough datant de 1790, bien que l'on ne sache pas si le clocher à l'arrière-plan peut être identifié à celui du village de Great Cornard, dans le Suffolk. 